# Episodi di Mr. Bean (serie animata) (quinta stagione)
La quinta stagione della serie animata Mr. Bean è andata in onda nel Regno Unito tra il 9 aprile e l'8 ottobre 2019; in Italia tra il 14 settembre e il 9 ottobre 2019.
| n. | Titolo originale   | Titolo italiano           | Prima TV Regno Unito | Prima TV Italia   |
| -- | ------------------ | ------------------------- | -------------------- | ----------------- |
| 1  | Game Over          | Fine dei giochi           | 9 aprile 2019        | 14 settembre 2019 |
| 2  | Special Delivery   | Consegna speciale         | 9 aprile 2019        | 15 settembre 2019 |
| 3  | A Dog's Life       | Una vita da cane          | 16 aprile 2019       | 16 settembre 2019 |
| 4  | Big Stink          | Una grande pulizia        | 16 aprile 2019       | 17 settembre 2019 |
| 5  | Birthday Bother    | Il biglietto d'auguri     | 23 aprile 2019       | 18 settembre 2019 |
| 6  | Bed Bean           | Un letto per Mr. Bean     | 23 aprile 2019       | 19 settembre 2019 |
| 7  | Spa Day            | Il finto massaggiatore    | 30 aprile 2019       | 20 settembre 2019 |
| 8  | Charity Bean       | Il rifugio degli asinelli | 30 aprile 2019       | 21 settembre 2019 |
| 9  | Bean Encore        | Bean violinista           | 7 maggio 2019        | 22 settembre 2019 |
| 10 | Mobile Home        | Vacanze al lago           | 7 maggio 2019        | 23 settembre 2019 |
| 11 | Haunted House      | La casa infestata         | 14 maggio 2019       | 24 settembre 2019 |
| 12 | Eau De Bean        | Acqua di Bean             | 14 maggio 2019       | 25 settembre 2019 |
| 13 | Running on Empty   | Senza benzina             | 21 maggio 2019       | 26 settembre 2019 |
| 14 | Bean Bug           | Solo 24 ore               | 30 settembre 2019    | 27 settembre 2019 |
| 15 | Coffee Bean        | Il caffè di Bean          | 30 settembre 2019    | 28 settembre 2019 |
| 16 | The Big Freeze     | Il grande gelo            | 1º ottobre 2019      | 29 settembre 2019 |
| 17 | Scrapper Cleans Up | Mostra di gatti           | 1º ottobre 2019      | 30 settembre 2019 |
| 18 | Coach Trip         | Viaggio in pullman        | 2 ottobre 2019       | 1º ottobre 2019   |
| 19 | Save That Tree     | L'albero da salvare       | 2 ottobre 2019       | 2 ottobre 2019    |
| 20 | For Sale           | L'agente immobiliare      | 3 ottobre 2019       | 3 ottobre 2019    |
| 21 | Jumping Bean       | Bean Skater               | 3 ottobre 2019       | 4 ottobre 2019    |
| 22 | Cat Chaos          | Il micio scomparso        | 4 ottobre 2019       | 5 ottobre 2019    |
| 23 | Stick It           | Le figurine               | 4 ottobre 2019       | 6 ottobre 2019    |
| 24 | Bean at the Museum | Bean al museo             | 7 ottobre 2019       | 7 ottobre 2019    |
| 25 | A Car for Irma     | Un'auto per Irma          | 7 ottobre 2019       | 8 ottobre 2019    |
| 26 | Trophy Bean        | I biglietti vincenti      | 8 ottobre 2019       | 9 ottobre 2019    |

## Fine dei giochi
Mr. Bean vorrebbe acquistare una console chiamata Pow Box (riferimento a Xbox), ma non se la può permettere. Decide di aspettare i saldi del giorno dopo, durante cui solo sei console costeranno 10 £, così trascorre tutta la notte fuori dal negozio. Arrivata la mattina, ci sono sei persone dietro a Bean, il quale è costretto a spostare la macchina in divieto di sosta e per questo perde il suo posto in coda. Dopo molti tentativi infruttuosi di superare le persone, riesce a intrufolarsi nel negozio dall'entrata di servizio. All'atto di apertura, il protagonista scopre che una persona in coda ruba le console e riesce a farla arrestare, venendo premiato dalla commessa con una Pow Box gratis.

## Consegna speciale
Mrs. Wicket deve uscire e incarica Mr. Bean di ricevere la consegna di una poltrona. Essa arriva poco dopo e l'uomo si traveste da donna per farsi sostituire la sua poltrona, ormai distrutta. Il fattorino però si innamora di Bean travestito e lo trascina al ristorante, dove è costretto a pagare anche l'astronomico conto del protagonista. Quando il commesso torna a casa di Mrs. Wicket, scopre di essere stato ingannato e Bean è costretto a portare la poltrona nuova dalla legittima proprietaria.

## Una vita da cane
Mr. Bean è costretto suo malgrado a prendersi cura della cagnetta di Irma, Mopsy. Decide poi di guadagnare soldi facendo da dog sitter alla gente, ma finirà per dover pagare una multa a causa dell'esuberanza dei cani.

## Una grande pulizia
Mr. Bean finisce con l'automobile in una pozza di liquami e per ripulirla ordina un'idropulitrice. La consegna tuttavia arriva mentre il protagonista sta per farsi un bagno e, cercando di intercettare il fattorino, Bean rimane chiuso fuori casa. Quando finalmente riesce a rientrare arriva il fattorino e si trova l'appartamento allagato a causa del rubinetto aperto.

## Il biglietto d'auguri
Il giorno prima del compleanno di Irma, Mr. Bean le scrive un biglietto di auguri, ma ne spedisce accidentalmente un altro con una scritta offensiva. Resosi conto dell'errore cerca invano di fermare il postino e quindi la busta accidentalmente inviata. Alla fine Irma riceve il biglietto sbagliato e si arrabbia con Bean.

## Un letto per Mr. Bean
Mr. Bean rompe il suo letto saltandoci sopra. Dopo aver trascorso la notte in bianco, si reca ai grandi magazzini per comprarne uno nuovo, dove si innamora di un letto regale, ma non può permetterselo. Il protagonista allora aiuta le persone che devono comprare un letto a sceglierne uno, così il responsabile sconta quello regale per Bean.

## Il finto massaggiatore
Mrs. Wicket e Miss Wince decidono di andare alla spa e Mr. Bean è costretto ad accompagnarle, avendo fatto cadere l'automobile di Miss Wince in una buca. Mentre aspetta in macchina, l'uomo decide di scendere e di intrufolarsi nella spa, dove viene scoperto da Mrs. Wicket e buttato fuori. Tornato a casa, Bean è costretto per punizione a far da massaggiatore alle due amiche.

## Il rifugio degli asinelli
Dopo che Irma ha convinto Mr. Bean a supportare un rifugio degli asinelli, il protagonista compete con un uomo di nome Declan su chi raccoglierà più denaro per supportare il rifugio, con l'intento di arrivare a 10000 £. Alla fine ci riescono anche grazie a una generosa donazione di Bean.

## Bean violinista
Irma fa notare a Mr. Bean che il violinista Eduardo si esibirà quella sera a teatro e l'uomo afferma di saper fare meglio di lui. Dopo aver comprato violino, leggio e spartito, Bean cerca un posto dove esercitarsi, ma finisce per suonare male ogni volta. Incontra poi Eduardo che cerca invano di insegnargli come suonare il violino, fino a che non si sente male. Allo spettacolo il musicista si sente ancora male e Bean sale al suo posto. Eduardo allora suona il violino dietro le quinte mentre il protagonista fa finta di esibirsi.

## Vacanze al lago
Miss Wince invita Mrs. Wicket venire con lei in roulotte al campeggio "Lake Tranquil". Mr. Bean lo scopre e decide di usare il capanno degli attrezzi come se fosse una roulotte. Giunto al campeggio "Lake Tranquil", si apposta vicino a Mrs. Wicket e Miss Wince, ma la roulotte di quest'ultima lo ombreggia. Cerca perciò di spostare il caravan, che tuttavia cade in uno stagno. Bean riesce a salvare dall'annegamento le due donne, ma Mrs. Wicket scopre tutto e insegue il protagonista con una padella, tuttavia egli riesce a fuggire con la sua Mini.

## La casa infestata
Mentre Mr. Bean cerca di lanciare la palla a due ragazzini, essa va a finire in una casa infestata. Entrato dentro per recuperarla, un gatto gli ruba Teddy. Dopo diversi contrattempi riesce a riprendere la palla e l'orsacchiotto e a salvare il gatto prima che la casa, colpita da una sfera demolitrice, crollasse.

## Acqua di Bean
Mr. Bean "gioca" con Teddy con un cerchio di plastica, rovinando dei narcisi, così Mrs. Wicket gli sequestra il giochino. Si intrufola nel suo appartamento per recuperarlo, ma Scrapper finisce per fargli disperdere sul pavimento una boccetta di profumo di Mrs. Wicket. Mr. Bean allora cerca di riempire la boccetta creando un suo profumo, che finisce per piacere a Mrs. Wicket, la quale costringe Bean a farne dell'altro, con l'intento di venderlo e arricchirsi. Quando però la donna scopre che il nuovo profumo attira i gatti, ricopre con esso il protagonista, che fugge seguito da una scia di felini.

## Senza benzina
Mentre Mr. Bean si reca al mare, la sua Mini rimane senza carburante. Cerca allora di raggiungere la destinazione facendosi spingere dal vento, salendo di nascosto su un carro attrezzi e facendo trainare la vettura a dei cavalli, ma ogni volta non arriva dove voluto. Raggiunta la spiaggia con uno stratagemma, si ritrova con la macchina ferma sul bagnasciuga e riesce a evitare che l'alta marea la faccia affondare grazie a dei salvagenti gonfiabili.

## Solo 24 ore
Mr. Bean fa disinfestare l'appartamento e per questo viene ospitato per un giorno da Mrs. Wicket, che gli impone di fare le faccende domestiche. Il giorno dopo Bean può tornare a casa, ma anche la dimora di Mrs. Wicket necessita della disinfestazione. La donna viene pertanto ospitata dal protagonista, che la ripaga con la sua stessa moneta.

## Il caffè di Bean
Dopo aver preso un espresso presso il caffè "Coffee Katz", Mr. Bean decide di guadagnare soldi vendendo cappuccino e, per farlo, allestisce il chiosco in una tenda da cantiere. Presto l'operaio si arrabbia e il proprietario del caffè assume il protagonista come aiutante. Quest'ultimo però fa esplodere la macchina del caffè e i soldi da lui guadagnati vanno all'operaio e al barista.

## Il grande gelo
Fa molto freddo a casa di Mr. Bean, il quale va ai grandi magazzini per acquistare una stufa elettrica. Dopo alcuni imprevisti riesce ad arrivare a destinazione, ma l'articolo è esaurito. Tornato a casa il tecnico ripara la caldaia, tuttavia Bean rimane bloccato fuori casa.

## Mostra di gatti
Irma desidera andare in vacanza a Parigi con Mr. Bean, ma lui no, così la ragazza lo ricatta prendendo in ostaggio Teddy. L'uomo vede poi una mostra felina, in cui come premio ci sono due biglietti per un viaggio a Parigi. Decide allora di partecipare all'esposizione con Scrapper, finendo per vincere. Quando Mrs. Wicket viene a sapere quanto fatto da Bean, decide di partire al posto suo, lasciando delusi Irma e il protagonista.

## Viaggio in pullman
Anziché andare a pranzo con Irma e sua madre, Mr. Bean decide di travestirsi da vecchio e partire in autobus con Mrs. Wicket per andare a vedere un cantante di nome Larry Sweetnote. Dopo aver causato diversi disagi a bordo, il protagonista sputa una caramella, la quale arriva addosso all'autista, che perde il controllo del mezzo e finisce per bucare uno pneumatico. Cercando di aiutarlo a sostituire la ruota, Bean finisce per rompergli un braccio, così si offre di guidare l'autobus. Il gruppo riesce così ad arrivare a teatro, dove il protagonista sputa nuovamente una caramella, che finisce per far cadere a terra il cantante. Bean cerca allora senza successo di intrattenere il pubblico.

## L'albero da salvare
Quando Mr. Bean trovò Teddy incise un cuore sulla corteccia di un albero, che adesso deve essere abbattuto. Il protagonista e Irma cercano perciò di ostacolare l'abbattimento. Si scopre in seguito che vogliono distruggere la pianta per costruire un bar e Bean propone di fabbricare il locale all'ombra dell'albero, cosa che viene accettata.

## L'agente immobiliare
Un agente immobiliare convince Mrs. Wicket a vendere casa e Mr. Bean cerca di evitare che qualcun altro la comperi mentre lei è via: dopo aver bloccato l'agente nel capanno, allestisce una serie di trappole dentro casa. Quando la donna torna, scopre tutto e si arrabbia.

## Bean Skater
Ispirato dal figlio dei Bruiser, Mr. Bean decide di costruire uno skateboard di legno, ma finisce per rompersi una gamba. In seguito ruba lo scooter elettrico di Miss Wince e si reca allo skatepark. Qui, usandolo come se fosse uno skateboard, ingaggia una gara con il bambino di prima, al termine della quale il signor Bruiser finisce per farsi male. Dopo averlo accompagnato al pronto soccorso, Bean viene rimproverato da Mrs. Wicket per la sua azione.

## Il micio scomparso
Scrapper è scomparso e Mrs. Wicket è disperata, così Mr. Bean decide di andare a cercarlo, trovandolo in un tombino. Quest'ultimo vi entra dentro e, dopo alcuni imprevisti, riesce a recuperarlo e portarlo a casa, rendendo felice la donna.

## Le figurine
Dopo aver completato una collezione di modellini di automobili, Mr. Bean decide di collezionare figurine. Presto completa l'album tranne per una figurina dorata, che raffigura il calciatore Jamie Studds ed è molto rara. Bean decide di procurarsela introducendosi nella villa del calciatore travestito da uomo delle pulizie. Quando egli incontra Jamie, questi rischia di annegare in piscina, ma il protagonista riesce a salvarlo, così viene ricompensato con una figurina dorata. Tornato a casa, Bean decide di iniziare a collezionare wrestler in miniatura.

## Bean al museo
Dopo aver visto in TV un medaglione antico dal valore di 1000000 £, Mr. Bean ne trova uno in giardino e lo porta al museo, senza sapere che non è antico e che appartiene al signor Bruiser. Quest'ultimo, venuto a conoscenza dell'accaduto, obbliga il protagonista a recuperare il gioiello durante la chiusura del museo. Dopo essere riuscito nell'intento Bean trova in giardino un altro medaglione, che decide di sotterrare.

## Un'auto per Irma
Declan si vanta della sua auto di lusso con Mr. Bean, il quale cerca di dimostrare che la sua vettura è la migliore e per questo attua una serie di modifiche, con lo scopo di attirare Irma da lui. In seguito la competizione fra i due prosegue in strada e, dopo aver bucato una ruota, il protagonista decide di far tornare l'auto come prima e riesce a far incastrare quella del rivale in un vicolo.

## I biglietti vincenti
Il nipote di Mrs. Wicket, Billy, trova nella scatola dei cereali due biglietti per partecipare alle attività sportive di Outward Bound e viene accompagnato da Mr. Bean. I due arrivano sul posto e un allenatore spiega loro che parteciperanno a cinque attività sportive: chi arriverà al primo posto più volte vincerà un trofeo d'oro. Dopo che il protagonista ha trionfato quattro volte anche barando, rimane appeso a testa in giù su un percorso avventura. Billy riesce a salvarlo e per questo vince il trofeo.